# Danuria gracilis
Danuria gracilis es una especie de mantis de la familia Mantidae.

## Distribución geográfica
Se encuentra en Angola Congo y Somalia.